# Uchōten Love
Singles de S/mileage
Koi ni Booing Boo!
(2011) Tachia Girl
(2011)
 Uchōten Love  (有頂天LOVE, ou Uchouten Love) est le 6e single "major" (et 10e single au total) du groupe de J-pop S/mileage, sorti en 2011.

## Présentation
Le single, écrit, composé et produit par Tsunku, sort le 3 août 2011 au Japon sur le label hachama, deux mois seulement après le précédent single du groupe, Koi ni Booing Boo!. Il atteint la 5e place du classement des ventes de l'oricon, et reste classé pendant quatre semaines. Il sort aussi en quatre éditions limitées notées "A", "B", "C", et "D", avec des pochettes différentes, une chanson en "face B" différente, et pour les trois premières un DVD différent en supplément (la "D" n'a pas de DVD). Le single sort aussi au format "Single V" (vidéo DVD contenant le clip vidéo) une semaine plus tard, le 10 août 2011, ainsi que dans une édition limitée "Event V" (DVD) vendue uniquement lors de prestations du groupe.
La chanson en "face B" de l'édition régulière est une reprise de Chu! Natsu Party sortie en single en 2001 par le groupe temporaire 3nin Matsuri, et déjà reprise en 2006 par le groupe affilié Berryz Kobo sur son album 3 Natsu Natsu Mini Berryz. La chanson qui la remplace en "face B" des éditions limitées est une nouvelle chanson : Jitensha Chiririn.
C'est le dernier single de la formation à quatre membres du groupe, sorti avant l'intégration annoncée de nouvelles membres le mois suivant. À cette occasion est produit en distribution limitée un coffret contenant les cinq versions différentes du single CD et un ticket d'entrée permettant aux acheteurs de rencontrer le groupe et de se faire photographier une dernière fois avec cette formation spécifique. Le single restera aussi le dernier disque du groupe avec Saki Ogawa, qui le quittera fin août pour se consacrer à ses études.
La chanson-titre ne figurera que sur la compilation S/mileage Best Album Kanzenban 1 qui sort l'année suivante. La chanson en "face B" de l'édition limitée, Jitensha Chiririn, figurera sur la compilation de 2015 S/mileage / Angerme Selection Album "Taiki Bansei".

## Formation
Membres du groupe créditées sur le single :
- Ayaka Wada
- Yūka Maeda
- Kanon Fukuda
- Saki Ogawa

## Liste des titres
Single CD (édition régulière)
1. Uchōten Love  (有頂天LOVE?)
2. Chu! Natsu Party  (チュ！夏パ～ティ?) (reprise de Chu! Natsu Party)
3. Uchōten Love (instrumental)  (有頂天LOVE...?)

Single CD (éditions limitées)
1. Uchōten Love  (有頂天LOVE?)
2. Jitensha Chiririn  (自転車チリリン?)
3. Uchōten Love (instrumental)  (有頂天LOVE...?)

DVD de l'édition limitée "A"
1. Uchōten Love (Dance Shot Ver.)  (有頂天LOVE...?)

DVD de l'édition limitée "B"
1. Uchōten Love (4Shot Lip Ver.)  (有頂天LOVE...?)

DVD de l'édition limitée "C"
1. Uchōten Love (School Chorus Ver.)  (有頂天LOVE...?)

Single V (DVD)
1. Uchōten Love  (有頂天LOVE?) (clip vidéo)
2. Uchōten Love (Chō Close-up Ver.)  (有頂天LOVE...?)
3. Making Eizō  (メイキング映像?)

Event V (DVD)
1. Uchōten Love (Deco Mic Ver.)  (有頂天LOVE...?)
2. Uchōten Love (Wada Ayaka Super Close-up Ver.)  (... 和田彩花 Super Close-up Ver.?)
3. Uchōten Love (Maeda Yūka Super Close-up Ver.)  (... 前田憂佳 Super Close-up Ver.?)
4. Uchōten Love (Fukuda Kanon Super Close-up Ver.)  (... 福田花音 Super Close-up Ver.?)
5. Uchōten Love (Ogawa Saki Super Close-up Ver.)  (... 小川紗季 Super Close-up Ver.?)